# Georges Crozier
Georges Crozier (1882 – 1944) è stato un calciatore francese, di ruolo portiere.

## Carriera

### Club
Fu il primo calciatore francese a giocare da professionista in Inghilterra, militando con il Fulham nella Southern League dal 1904.

### Nazionale
Ha collezionato due presenze con la propria Nazionale. Il 22 aprile 1906, nel corso della partita persa per 0-5 contro il Belgio, divenne il primo portiere della Nazionale francese a parare un rigore.

## Statistiche

### Cronologia presenze e reti in Nazionale
| Cronologia completa delle presenze e delle reti in nazionale ― Francia | Cronologia completa delle presenze e delle reti in nazionale ― Francia | Cronologia completa delle presenze e delle reti in nazionale ― Francia | Cronologia completa delle presenze e delle reti in nazionale ― Francia | Cronologia completa delle presenze e delle reti in nazionale ― Francia | Cronologia completa delle presenze e delle reti in nazionale ― Francia | Cronologia completa delle presenze e delle reti in nazionale ― Francia | Cronologia completa delle presenze e delle reti in nazionale ― Francia |
| Data                                                                   | Città                                                                  | In casa                                                                | Risultato                                                              | Ospiti                                                                 | Competizione                                                           | Reti                                                                   | Note                                                                   |
| ---------------------------------------------------------------------- | ---------------------------------------------------------------------- | ---------------------------------------------------------------------- | ---------------------------------------------------------------------- | ---------------------------------------------------------------------- | ---------------------------------------------------------------------- | ---------------------------------------------------------------------- | ---------------------------------------------------------------------- |
| 7-5-1905                                                               | Bruxelles                                                              | Belgio                                                                 | 7 – 0                                                                  | Francia                                                                | Amichevole                                                             | -7                                                                     |                                                                        |
| 22-4-1906                                                              | Saint-Cloud                                                            | Francia                                                                | 0 – 5                                                                  | Belgio                                                                 | Amichevole                                                             | -5                                                                     |                                                                        |
| Totale                                                                 |                                                                        | Presenze                                                               | 2                                                                      |                                                                        | Reti                                                                   | -12                                                                    |                                                                        |